# Lijst van U2-nummers
Hieronder volgt een lijst van alle nummers die door U2 of (een van) de bandleden uitgevoerd zijn.
Zie ook: Lijst van gecoverde U2-nummers

## 0-9
- 11 O'Clock Tick Tock
- 13 (There Is A Light)
- 4th of July
- "40"
- 46664 Chant (Bono & The Edge)
- 46664 (Long Walk to Freedom)
- 60 Seconds in Kingdom Come

## A
- A Celebration
- Acrobat
- Across the Universe
- A Day Without Me
- A Different Kind of Blue
- A Dying Sailor to His Shipmates
- A Good Man
- Ain't Rock and Roll
- Air Suspension
- Airwaves
- Alex Descends Into Hell for a Bottle of Milk / KOROVA 1
- All Along the Watchtower (Bob Dylan)
- All Because of You
- All I Want is You
- All My Tears
- Always
- Always Forever Now
- A Man and a Woman
- Amandla
- American Prayer
- American Soul
- Amsterdam Blue
- Anarchy in the USA
- An Cat Dubh
- Angel of Harlem
- Another Day
- Another Time Another Place
- April the Third
- Are You Gonna Wait Forever?
- A Room at the Heartbreak Hotel
- A Sort of Homecoming
- Auld Lang Syne / Where the Streets Have No Name
- Ave Maria

## B
- Babyface
- Bad
- Bass Trap
- Bathtub
- Batman Theme, the
- Beach Sequence
- Beat on the Brat
- Beautiful Day
- Beautiful Ghost / Introduction to Song of Experience
- Big Girls are Best
- Billy Boola
- Blackout, The
- Blood is Climbing
- Blue
- Boomerang I
- Boomerang II
- Born Again Savage
- Bottoms
- Boy/Girl
- Breathe
- Bridge, The
- Bucks of Oranmore, The
- Bullet the Blue Sky

## C
- California (There Is No End to Love)
- Camouflage of Righteousness
- Can't Help Falling in Love
- Cedars of Lebanon
- Cedarwood Road
- Children of the Revolution
- Christmas (Baby Please Come Home)
- City of Blinding Lights
- Class Reunion
- Conversation on a Barstool
- Corpse (These Chains are Way Too Long)
- Crumbs from Your Table
- Cry/The Electric Co./Send in the Clowns (Stephen Sondheim)

## D
- Daddy's Gonna Pay for your Crashed Car
- Dancing Barefoot
- Dancin' Shoes
- Deeper Well
- Deep in the Heart
- Desire
- Dirty Day
- Dirty Old Town
- Discothèque
- Djinn
- Don't Come Knocking
- Don't Give Up (Africa) (Bono & Alicia Keys)
- Don't Take Your Guns to Town
- Do They Know It's Christmas? (Band Aid)
- Do You Feel Loved?
- Dreaming With Tears in my Eyes
- Dream Theme, The
- Drinkin' in the Day
- Drift
- Drowning Man
- Drunk Chicken/America

## E
- Electric Co., The
- Electrical Storm
- Elevation
- Elvis Ate America
- Elvis Presley and America
- Endless Deep
- Even Better Than the Real Thing
- Everlasting Love
- Every Breaking Wave
- Every Grain of Sand
- Exit

## F
- Face of God
- Falling at Your Feet
- Fast Cars
- Father and His Wife the Spirit, The
- Feed the World
- Fez-Being Born
- Fire
- First Time, The
- Flesheater
- Flower Child
- Fly, The
- Fool, the
- Fortunate Son
- Frontiers
- Funny Face

## G
- Get On Your Boots
- Get Out of Your Own Way
- Give Me Back My Job
- Gloria
- God Part II
- God's Laughter
- Goldeneye
- Gone
- Goodbye
- Grace
- Ground Beneath Her Feet, The
- Guns, Drugs and Gasoline

## H
- Hallelujah (Leonard Cohen)
- Hallelujah Here She Comes
- Hands that Built America, The
- Happiness Is a Warm Gun  (the Beatles)
- Having a Wonderful Time, Wish You Were Her
- Hawkmoon 269
- Heartland
- Helter Skelter (The Beatles)
- Her 200 Bones
- Heroine (Theme from Captive)
- Hiro's Theme
- Hold Me, Thrill Me, Kiss Me, Kill Me
- Hold Onto Your Dreams
- Holy Joe
- How Safe is Deep?

## I
- Ice in the Sleeve
- I Fall Down
- If God Will Send His Angels
- If You Wear that Velvet Dress
- I'll Go Crazy If I Don't Go Crazy Tonight
- I'm Not Your Baby
- In a Lifetime
- In a Little While
- Indian Summer Sky
- In God's Country
- In the Name of the Father
- Into the Heart
- Instant Karma
- I Remember You
- I still haven't found what I'm looking for
- Iris (Hold Me Close)
- Is That All?
- Island
- I Threw a Brick Through a Window
- Ito Okashi
- I've Got You Under My Skin (Cole Porter)
- I Wanna Be Around
- I Will Follow

## J
- Jah Love
- Jesus Christ
- Johnny Swallow
- Jook Joint Intro
- Jolie Louise
- Joy

## K
- Kids
- Kite
- Kingdom Come

## L
- Lady With the Spinning Head
- Landlady
- Last Night on Earth
- Lean on Me
- Lemon
- Let the Good Times Roll
- Levitate
- Lights of Home
- Like a Song...
- L'Incontro
- Little Black Dress
- Little Things That Give You Away, The
- Long Black Veil, The
- Love and Peace or Else
- Love Comes Tumbling
- Love From a Short Distance
- Love Is Bigger Than Anything in Its Way
- Love is Blindness
- Love Is All We Have Left
- Love Rescue Me
- Love You Like Mad
- Luminous Times (Hold On to Love)
- Lust for Enlightenment

## M
- MacPhisto Speech
- Maggie's Farm
- Magnificent
- Make it Work
- Marguerita Suite, The
- May This be Love
- Mercy
- Miami
- Miracle Drug
- Miracle (Of Joey Ramone), The
- Miserere
- Mission: Impossible Theme (Mission Accomplished)
- Miss Sarajevo
- MLK
- MOFO
- Moment of Surrender
- Mother of God
- Mothers of the Disappeared
- Mysterious Ways

## N
- Native Son
- Neon Lights
- Nessum Dorma
- Never Let Me Go
- New Day
- New Year's Day
- New York
- New York, New York
- Night and Day
- No Line on the Horizon
- North and South of the River
- North Star
- Numb

## O
- Ocean, The
- October
- One
- One / Unchained Melody
- One Foot in Heaven
- One Minute Warning
- One Step Closer
- One Tree Hill
- On Grafton Street
- Ordinary Love
- Original of the Species
- Organize
- Orphan Girl
- Other Extreme, The
- Out of Control

## P
- Paint It Black (Rolling Stones)
- Party Girl
- Patrol Car Blues
- Peace on Earth
- Peace on Earth / Walk On
- Perfect Day
- Playboy Mansion, The
- Please
- Plot 180
- Pop Muzik
- Pride (In the Name of Love)
- Promenade
- Purple Heart
- Put 'Em Under Pressure (Ole Ole Ole)

## R
- Race Against Time
- Rain in Our Room
- Raised By Wolves
- Red Flag Day
- Red Hill Mining Town
- Red Light
- Red Scatter
- Refugee, The
- Rejoice
- Rockin' in the Free World  (Neil Young)
- Rowena's Theme
- Royal Station 4 / 16
- Running to Stand Still

## S
- Saints are Coming, The samen met Green Day
- Saint Francis
- Salome
- Salvation
- Save the Children
- Satellite of Love (Lou Reed)
- Scarlet
- Seconds
- Sgt. Pepper's Lonely Hearts Club Band  (Lennon/McCartney)
- Shadows and Tall Trees
- Show Me
- Show Me the Way to Go Home / MacPhisto Speech
- Showman (Little More Better), The
- She's a Mystery to Me
- Silver and Gold
- Sleep Like a Baby Tonight
- Slide Away
- Slow Dancing
- Slug
- Smile
- Snakecharmer
- So Cruel
- Somebody Else Might
- Some Days are Better than Others
- Something's Better Than Nothing
- Sometimes You Can't Make It on Your Own
- Song for Someone
- Spanish Eyes
- Stand Up Comedy
- Staring at the Sun
- Stateless
- Stay (Faraway, So Close!)
- Still Water
- Stone's Eggs
- Stories for Boys
- Strange Party, The
- Stranger in a Strange Land
- Street Missions
- Stuck in a Moment You Can't Get Out Of
- Summer of Love
- Summer Rain
- Summer Wine
- Sun City
- Sunday Bloody Sunday
- Surrender
- Sweet Fire of Love (van/met Robbie Robbertson)
- Sweet Jane (Lou Reed)
- Sweet Old World
- Sweetest Thing, The
- Sympathy for the Devil (Jagger/Richards)

## T
- Testimony  (van/met Robbie Robertson)
- That's Life
- Theme from Let's Go NativeTom Tom's Dream
- Theme from Mission: Impossible
- Theme from the Swan
- These Days in an Open Book
- Things to Make and Do
- This Heart
- This Is Where You Can Reach Me Now
- Three Sunrises, The
- Time Enough for Tears
- Tomorrow
- Tom Tom's Dream
- Touch
- Tongues of Angels
- Tower of Song
- Trash, Trampoline and the Party Girl
- Treasure (Whatever Happened to Pete the Chop?)
- Trip Through Your Wires
- Troubles, The
- Tryin' to Throw Your Arms Around the World
- Twilight
- Two Hearts Beat As One
- Two Shots of Happy, One Shot of Sad

## U
- Ultra Violet (Light My Way)
- Unchained Melody (Righteous Brothers)
- Underground Kite
- Unforgettable Fire, The
- United Colours
- Unknown Caller
- Until the End of the World

## V
- Van Diemen's Land
- Vertigo
- Vertigo / Stories for Boys
- Viva Davidoff
- Volcano

## W
- Wake Up Dead Man
- Walk On
- Walk to the Water
- Waltz Across Texas Tonight
- Wanderer, The (met Johnny Cash)
- Wave of Sorrow (Birdland)
- We Are the Champions  (Queen)
- What's Going On  (Marvin Gaye)
- What's Happened to You?
- What's the Story Git?
- When I Look at the World
- When Love Comes to Town  (met B.B. King)
- When the Stars Go Blue
- Where Did it all Go Wrong?
- Where the Streets Have No Name
- White As Snow
- Who's Gonna Ride Your Wild Horses
- Wild Honey
- Window in the Skies
- Winter
- Wire
- With a Shout
- With or Without You

## X
- Xanax and Wine

## Y
- Yahweh
- You Made Me the Thief of Your Heart
- You're the Best Thing About Me
- Your Blue Room

## Z
- Zooropa
- Zoo Station